# DuSable Bridge
Die DuSable Bridge (früher auch als Michigan Avenue Bridge bezeichnet) ist eine Straßenbrücke über den Chicago River in Downtown Chicago im Bundesstaat Illinois der Vereinigten Staaten. Die als Doppelstockbrücke ausgeführte Klappbrücke ist Teil der Michigan Avenue und verbindet den nördlichen und südlichen Teil von Chicago. Sie hat auf der oberen Ebene sechs und auf der unteren Ebene vier Fahrstreifen sowie an den Außenseiten auf beiden Ebenen Bereiche für Fußgänger und Radfahrer. Baubeginn war 1918, im Jahr 1920 wurde die Michigan Avenue Bridge für den Verkehr freigegeben. Die Reliefs der Brückenhäuser installierte man 1928. Die Umbenennung in DuSable Bridge erfolgte 2010. Sie ist als „Contributing Property“ ein Teil des Michigan–Wacker Historic District und zudem als Chicago Landmark deklariert.
Die Brücke ist insgesamt 122 Meter lang und hat eine Breite von 28 Metern. Die Spannweite zwischen den Drehpunkten der Klappbrückenflügel beträgt 77 Meter und die Öffnung zwischen den beiden Flussufern 67 Meter, die lichte Höhe liegt bei 5,7 Metern.

## Lage und Name
Die DuSable Bridge liegt entlang der in Nord-Süd-Richtung verlaufenden Michigan Avenue zwischen den Stadtteilen Near North Side im Norden und dem Chicago Loop im Süden. Das nördliche Ende der Brücke ist Teil der Magnificent Mile und liegt zwischen dem Wrigley Building und dem Tribune Tower. Das südliche Ende der DuSable Bridge liegt im Kreuzungsbereich der Michigan Avenue mit dem Wacker Drive.
Die Brücke befindet sich in einem historisch bedeutsamen Teil von Chicago. Das Nordende liegt teilweise in der Jean Baptiste Point Du Sable Homesite, dem Teil von Chicago, in dem der Siedler Jean Baptiste Point du Sable im Jahr 1779 die Siedlung gründete, aus der mit der Zeit Chicago entstand. Das südliche Ende der Brücke liegt auf dem Gebiet der früheren Festung Fort Dearborn. An das Fort erinnern heute Messingmarkierungen auf den Gehwegen.

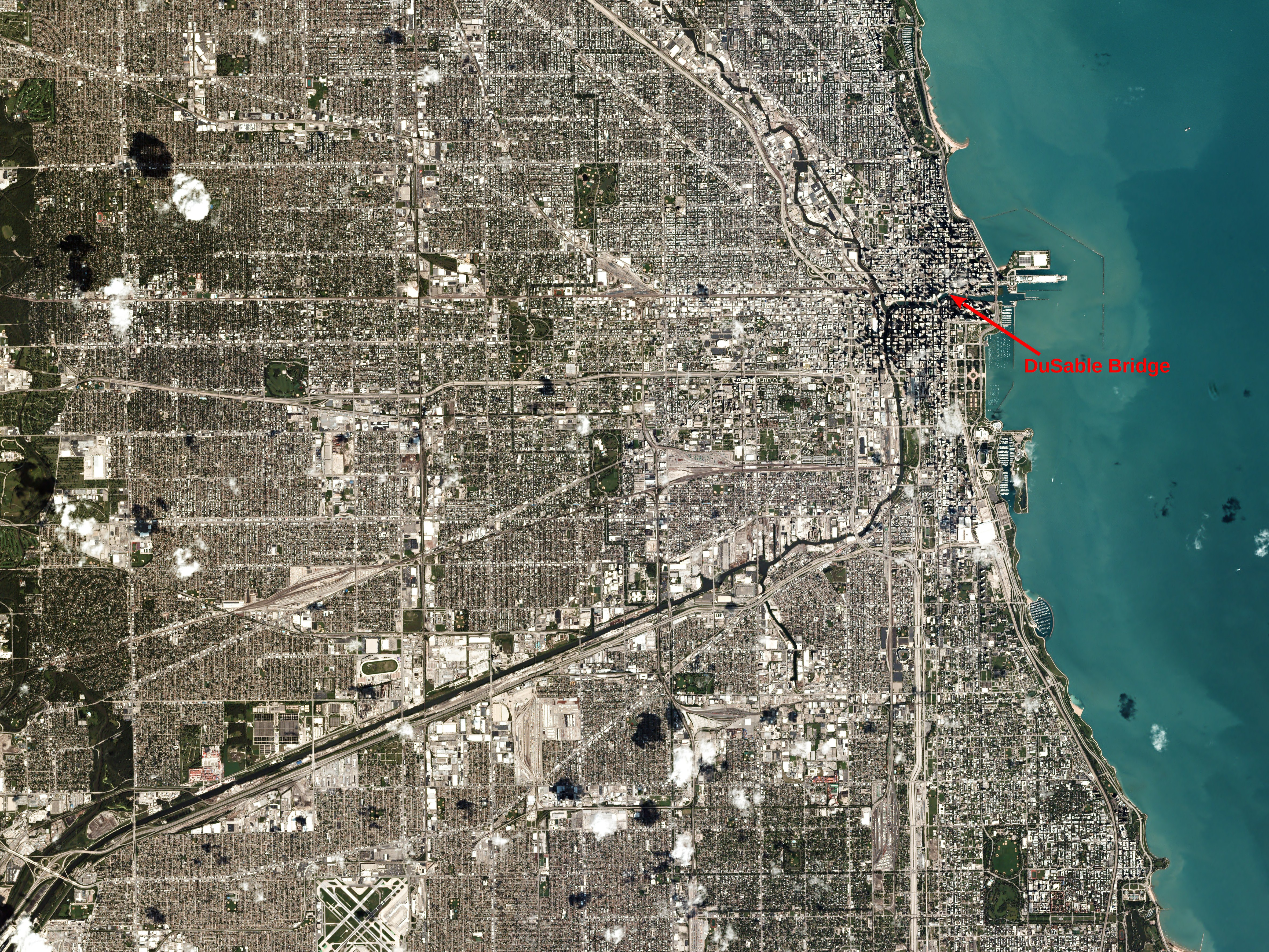
Position der Brücke in Chicago (Satellitenaufnahme von 2016)
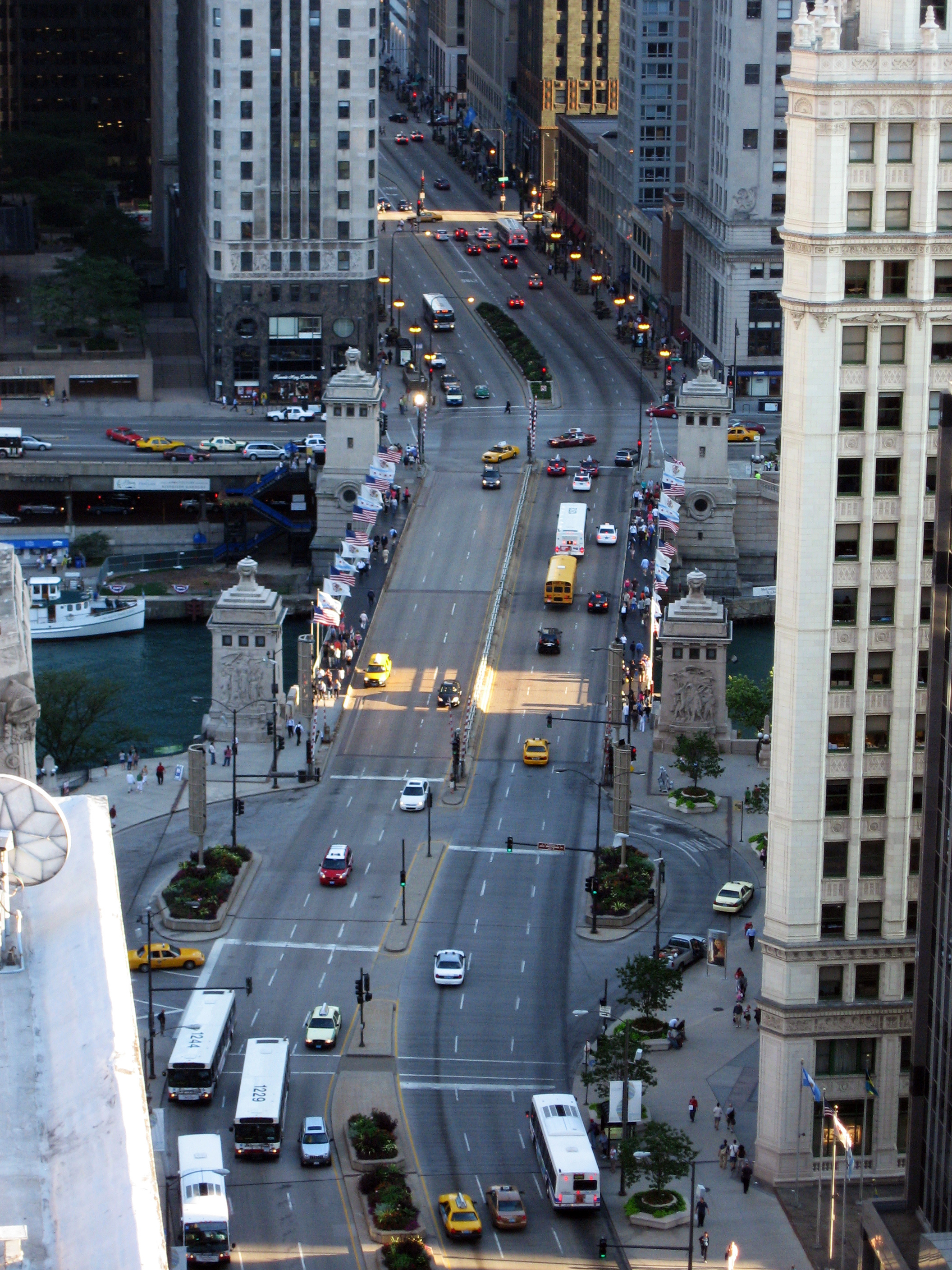
Blick auf die Brücke in Richtung Süden
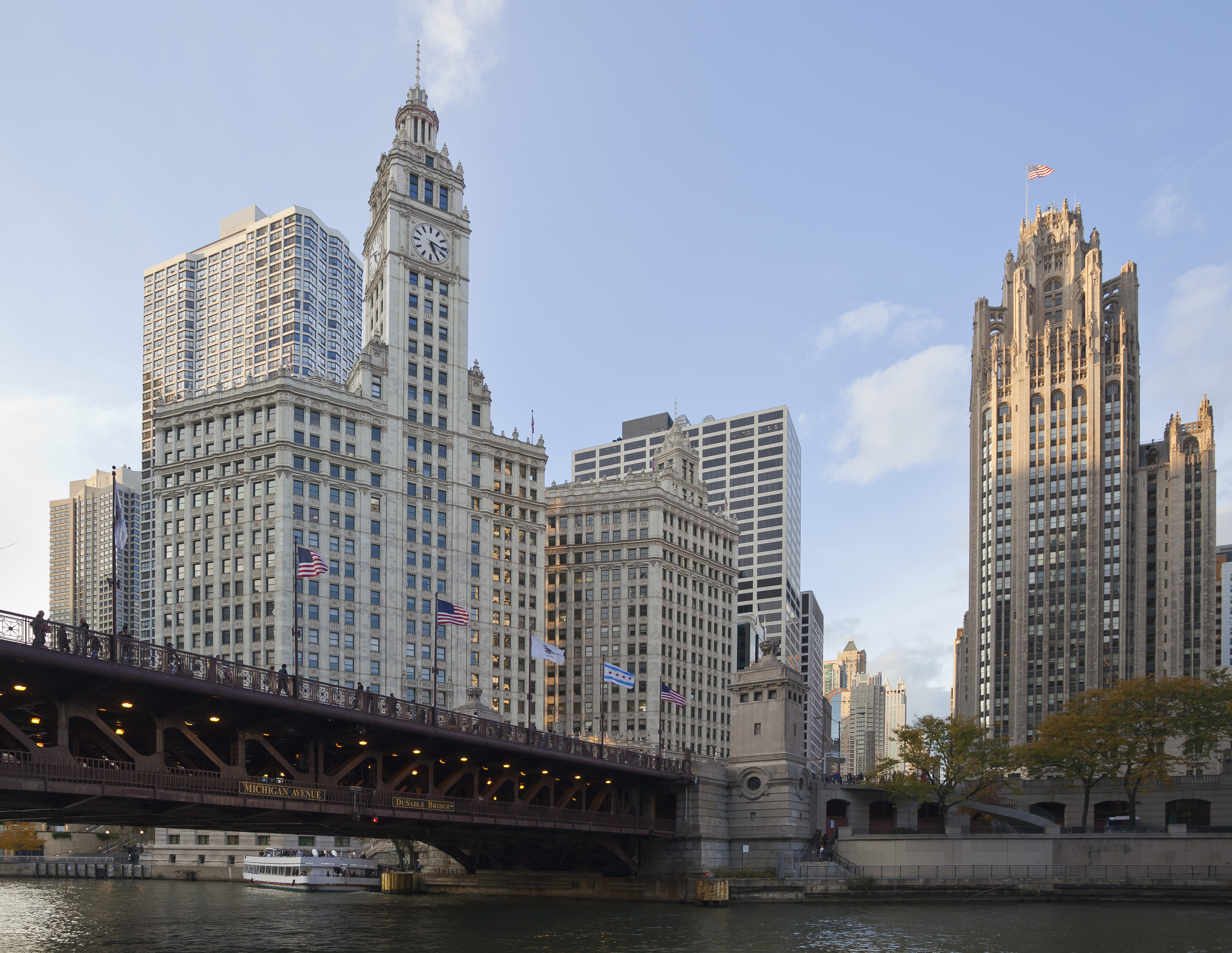
Wrigley Building (links) und Tribune Tower (rechts) an der Nordseite

Obwohl bereits kurz nach ihrer Fertigstellung ein anderer Name in Betracht gezogen wurde, trug die Brücke bis ins 21. Jahrhundert den Namen Michigan Avenue Bridge, nach der über sie verlaufenden Straße. Die Chicago Historical Society schlug 1921 den Namen Marquette–Joliet Bridge vor und die Brücke wäre dann nach Jacques Marquette und Louis Joliet benannt worden, die sich im Jahr 1674 im Bereich der heutigen Stadt Chicago niederließen, um die dort lebenden amerikanischen Ureinwohner der Potawatomi zu missionieren. Im Jahr 1939 gab es den Vorschlag zur Umbenennung in Fort Dearborn Bridge, der aber wie der vorherige abgelehnt wurde. Erst im Oktober 2010 benannte man die Brücke schließlich zu Ehren von Jean Baptiste Point du Sable in DuSable Bridge um.

## Geschichte

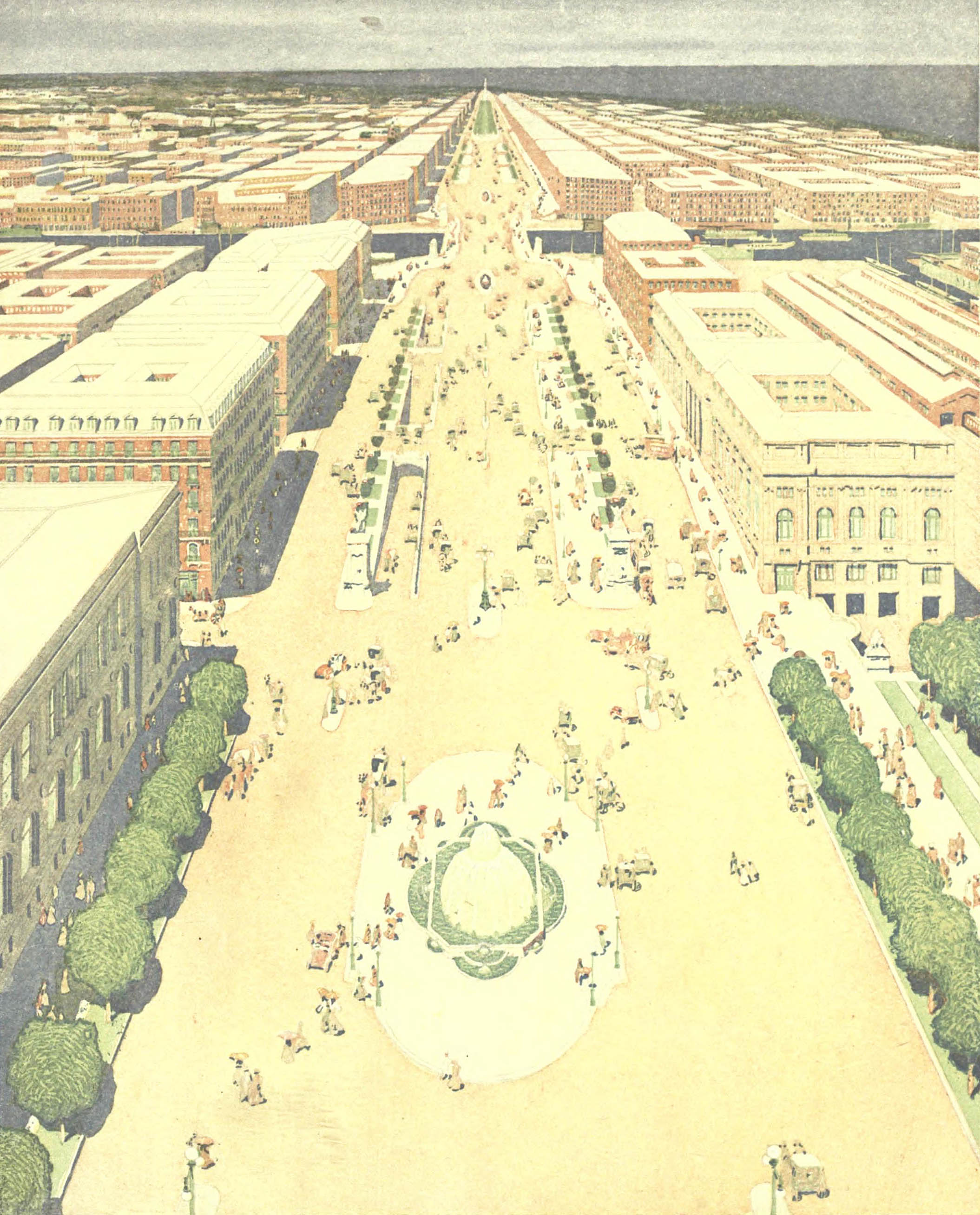
Plan der DuSable Bridge im Plan of Chicago aus dem Jahr 1909

Der Bau eines Boulevards mit einer Verbindung zwischen dem nördlichen und dem südlichen Teil von Chicago wurde ab dem Jahr 1891 in Betracht gezogen. Der früheste Plan für eine Verbindung zwischen den Stadtteilen umfasste einen Tunnel unter dem Chicago River. In einem Zeitungsartikel des Chicago Tribune aus dem Jahr 1903 wurde erstmals eine Brücke vorgeschlagen. Weitere Vorschläge umfassten eine Brücke im Stil der Pont Alexandre III in Paris oder einen Ausbau der bereits vorhandenen Rush Bridge. Eine weitere Ausarbeitung der Pläne erfolgte im Jahr 1909 im Burnham Plan of Chicago des Architekten und Stadtplaners Daniel Burnham.
Im Jahr 1911 erfolgte die Auswahl eines Planes, der die Verbreiterung der Michigan Avenue zwischen der Kreuzung mit der Randolph Street und dem Chicago River und einen Abriss der Rush Bridge vorsah. 1913 wurde eine Verordnung zur Finanzierung der Michigan Avenue Bridge verabschiedet, diese wurde jedoch vom Supreme Court des Bundesstaates Illinois abgelehnt. Eine neue Verordnung wurde im folgenden Jahr verabschiedet, jedoch erst 1916 gebilligt. Am 15. April 1918 wurde mit dem Bau der Michigan Avenue Bridge begonnen, am 14. Mai 1920 wurde die Brücke in einer Eröffnungszeremonie durch den damaligen Bürgermeister William Hale Thompson für den Verkehr freigegeben. Ausführende Baufirma war die Great Lakes Dredge and Dock Company of Chicago. Die Kosten für den Bau der Brücke beliefen sich auf insgesamt 14 Millionen US-Dollar (heute ca. 189.000.000 Dollar bzw. 174.910.000 Euro).
Während des Brückenbaus kam es zu einem Rechtsstreit zwischen der Stadt Chicago und dem Unternehmen J. B. Strauss Company, da sich letzteres im Juni 1911 für die Bauweise der DuSable Bridge und einiger weiterer in Bau oder in Planung befindlicher Brücken in Chicago ein Patent hatte eintragen lassen. Der Fall ging bis vor das Berufungsgericht der Vereinigten Staaten, dort wurde der Rechtsstreit am 19. November 1920 nach einer Zahlung von 348.500 US-Dollar der Stadt Chicago an die J. B. Strauss Company beigelegt.
1924 erhielt die Michigan Avenue Bridge zu Testzwecken einen etwa 2,5 cm dicken Fahrbahnbelag aus Asphalt mit einer aus alten Reifen hergestellten Gummibeimischung, der durch einen gerillten Querschnitt die Griffigkeit der Fahrbahnoberfläche verbessern sollte. Die Dicke dieses Belages wurde im Jahr 1927 auf drei Zentimeter erhöht. Der Zustand der Fahrbahn verschlechterte sich in den folgenden Jahren, sodass die gesamte Fahrbahn im Jahr 1939 ausgetauscht werden musste. Dabei wurden Eichenholzplanken auf einer Schicht aus kreosotierten Kiefernplanken verbaut, die mit einer knapp vier Zentimeter dicken Schicht aus Bitumen überzogen wurde. 1955 wurde die Fahrbahn auf beiden Brückendecks erneuert. Die Kosten für diesen Umbau beliefen sich auf schätzungsweise 495.000 US-Dollar. Im Jahr 1973 wurden die Brighton Building and Maintenance Company und die Krug Excavating Company mit einer Sanierung der Michigan Avenue Bridge beauftragt. Bei diesem Umbau der Brücke wurden der Fahrbahnbelag sowie tragende Elemente ausgetauscht, die Fahrbahnen wurden verbreitert und es wurden neue Straßenbeleuchtungen installiert. Der Umbau wurde 1975 fertig gestellt, die Kosten betrugen ungefähr 4,5 Millionen US-Dollar. Die Arbeiten an der Brücke wurden unter Verkehrsbelastung durchgeführt, die Brücke war lediglich nachts zwischen 22:00 Uhr und 6:00 Uhr gesperrt.
Am 15. November 1978 wurde die Michigan Avenue Bridge als sogenanntes „Contributing Property“ ein Teil des Michigan–Wacker Historic District, der an diesem Tag in das National Register of Historic Places aufgenommen wurde. Seit dem 2. Oktober 1991 ist die Brücke auch offiziell als „Chicago Landmark“ klassifiziert. Im Jahr 2009 wurden die Gehwege und Geländer der Brücke erneuert und das Bauwerk wurde neu gestrichen. Die neuen Geländer waren den ursprünglichen Geländern aus dem Jahr 1920 nachempfunden und ersetzten andere, nachträglich eingebaute Geländer aus den 1970er-Jahren, die nicht den originalen Geländern entsprochen hatten.

## Design und Architektur

### Klappbrücke

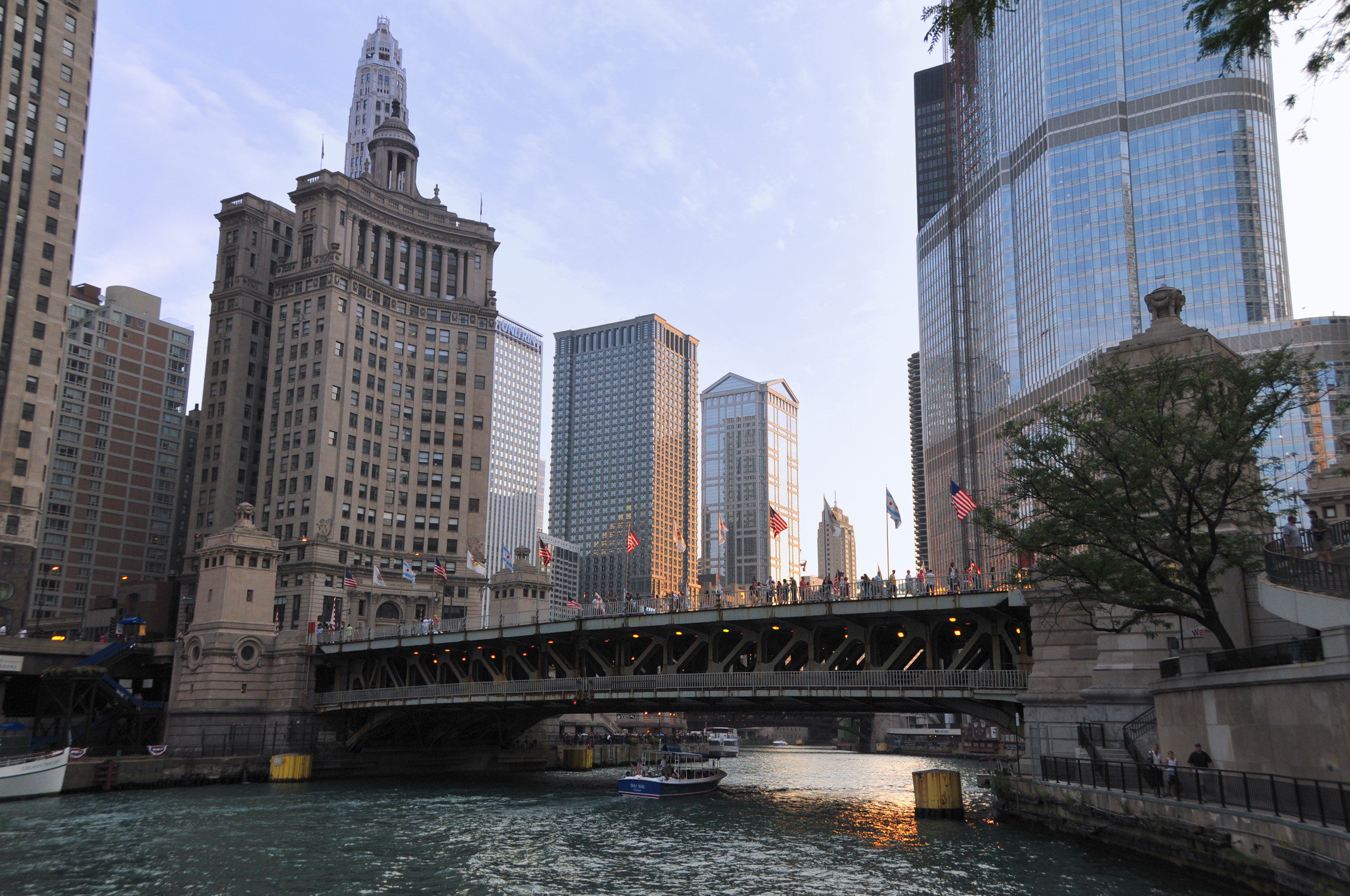
Die Brücke von Osten mit dem London Guarantee Building (links) und dem Mather Tower im Hintergrund, rechts der Trump Tower

Die DuSable Bride ist eine zweiflügelige, zweigeschossige Klappbrücke mit festen Gegengewichten. Sie wurde vom Chicago Department of Public Works, Bureau of Engineering unter Leitung des Architekten Edward H. Bennett und der Ingenieure Hugh E. Young, Thomas Pihlfeldt und William A. Mulcahy entworfen. Das Design der Brücke ist dem Stil der Beaux-Arts-Architektur nachempfunden. Die DuSable Bridge war die erste zweigeschossige Brücke mit einem oberen und einem unteren Verkehrsdeck. Die Einfahrt in den unteren Teil der Brücke erfolgt von Norden aus über die Grand Avenue oder die Illinois Street und von Süden über die Lower Stanton Avenue.
Das obere Verkehrsdeck ist in Asphalt ausgeführt. Um den Bau einer Brücke mit zwei Verkehrsgeschossen zu ermöglichen, mussten die auf die Brücke führenden Straßen zum Teil angehoben werden. An den Straßenkreuzungen sind das obere und das untere Verkehrsdeck durch Treppenaufgänge miteinander verbunden. Der Überbau der DuSable Bridge ist eine Konstruktion aus Stahlstützen. Zwischen den Verkehrsdecks stehen insgesamt fünf Reihen von Stützen, in Richtung des Straßenverlaufs haben diese jeweils einen Abstand von etwa 8,50 Meter zueinander. Die Fahrbahnplatte ist etwa 20 Zentimeter dick und mit Bewehrungsstählen versehen. Die Platte für den Gehweg ist zehn Zentimeter dick und mit einem Gittergewebe verstärkt.

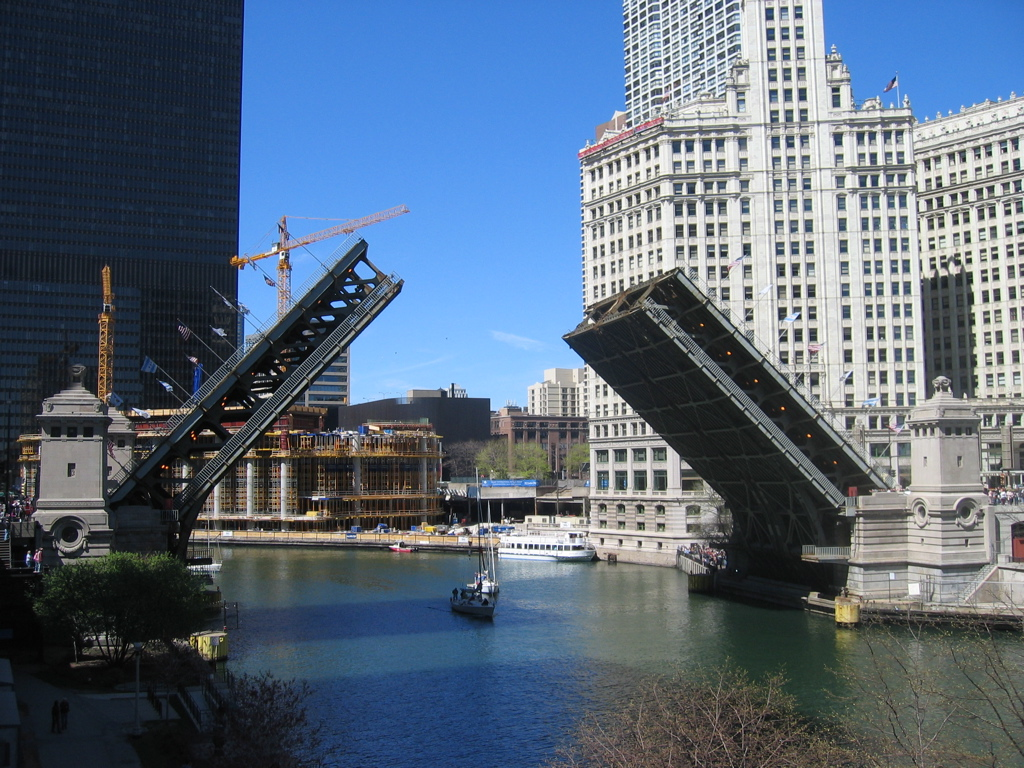
Die DuSable Bridge wird im Frühjahr und Herbst zweimal wöchentlich geöffnet

Beide Brückenflügel sind entlang der Brückenachse zweigeteilt, somit können beide Brückenhälften unabhängig voneinander angehoben und abgesenkt werden. Diese Bauweise ermöglicht leichtere Reparaturen, da bei Beschädigungen im schlechtesten Fall nur eine Brückenhälfte ausgetauscht werden musste, und hatte außerdem den Vorteil, dass die Brücke für Reparaturarbeiten nicht vollständig für den Verkehr gesperrt werden muss. Die Gegengewichte der Klappbrücke liegen unterhalb des unteren Decks und senken sich beim Hochklappen der Brücke in zwölf Meter tiefe Gruben aus Stahlbeton. Beide Gruben werden wiederum von insgesamt neun zylinderförmigen Fundamentpfeilern getragen, die Unterkanten dieser Pfeiler liegen zwischen 24 und 33 Meter unter der Wasseroberfläche. Die Gegengewichte bestehen aus Beton, jedes der vier Gegengewichte hat ein Gewicht von 1447 Tonnen, die einzelnen Brückenblätter wiegen jeweils 3400 Tonnen. Das Tragwerk der DuSable Bridge besteht aus Stahl. Insgesamt hat die Brücke eine Transportkapazität von 30.000 Menschen am Tag.
Die Brückenpfeiler und die Verkleidung der Brückenhäuser der DuSable Bridge bestehen aus Kalkstein. Das nordwestliche und das südwestliche Brückenhaus dienen der Steuerung des Klappmechanismus der Brücke, die beiden anderen Brückenhäuser dienen der Symmetrie und somit nur zu dekorativen Zwecken. Hochgeklappt werden die Brückenblätter von zwei Motoren mit einer Leistung von 81 Kilowatt (108 PS). Bis in die 1970er-Jahre war die Brücke rund um die Uhr besetzt, um die Brücke aufzuklappen, seitdem wird die Brücke nur noch im Frühjahr und im Herbst an zwei Tagen in der Woche aufgeklappt, um Segelschiffe zwischen dem Lake Michigan und den Winterlagern im Landesinneren passieren zu lassen.

### Reliefs der Brückenhäuser
Im Jahr 1928 wurde die nach außen zeigenden Wände der Brückenhäuser an der DuSable Bridge mit Reliefs, die Meilensteine in der Entwicklung der Stadt Chicago darstellen, verziert. Die Herstellung der Figuren auf den nördlichen Brückenhäusern wurde von William Wrigley junior in Auftrag gegeben, gefertigt wurden die Verzierungen von dem Bildhauer James Earle Fraser. Die Bildhauereien tragen die Namen The Discoverers, The Pioneers, Defence und Regeneration. The Discoverers stellt die Missionare Joliet, Marquette, Robert Cavelier de La Salle und Henri de Tonti dar, die im späten 17. Jahrhundert die amerikanischen Ureinwohner in der Region um Chicago missionierten, The Pioneers zeigt Händler John Kinzie, dessen Tochter vermutlich das erste Kind europäischer Einwanderer ist, das in Chicago geboren wurde.
Die Figuren auf den südlichen Brückenhäusern wurden aus dem Benjamin F. Ferguson Monument Fund finanziert und von Henry Hering gefertigt, Defence zeigt den Soldaten George Ronan während der Schlacht um Fort Dearborn im August 1812 und in Regeneration ist der Wiederaufbau von Chicago nach dem Stadtbrand im Jahr 1871 dargestellt.
Auf der Brücke befinden sich außerdem 28 Fahnenmasten, auf denen die Flaggen der Vereinigten Staaten, des Bundesstaates Illinois und der Stadt Chicago gehisst sind.

## McCormick Bridgehouse & Chicago River Museum
In dem südwestlichen Brückenhaus der DuSable Bridge ist heute das McCormick Bridgehouse & Chicago River Museum untergebracht. Das fünfstöckige Museum hat eine Grundfläche von etwa 150 Quadratmetern und wurde am 10. Juni 2006 eröffnet. Benannt ist das Museum nach Robert R. McCormick, einem früheren Herausgeber des Chicago Tribune. Die Kosten für die Einrichtung des Museums wurden größtenteils von der Robert R. McCormick Foundation übernommen. Das Museum wird von der Organisation Friends of the Chicago River betrieben und zeigt Ausstellungen zur Geschichte des Chicago River und der Brücke.